# Спомен-костурница у Струмици
Спомен костурница у Струмици је монументални споменик изграђен на брду Самораница, високом 327 метара. 
Изградња костурнице започела је 1979. године. Свечано је отворена 4. јула 1982. године, када су пренесени посмртни остаци палих бораца НОБ-а и положени у саркофаг. Међу палим борцима, налазе се и остаци народног хероја Благоја Јанкова.
Споменик је изграђен од белог мермера, а његов аутор је архитекта Благоја Колев. На платоу се налази аула у којој је смештен саркофаг. Аула има улаз и излаз, а изграђена је у форми полукруга. Плато је изграђен у стилу амфитеатра на отвореном, а мермерни зидови су изграђени тако да симболизују покидане ланце, односно ослобађање од ропства.